# Гавеа
Гавеа (једро на португалском) је резиденцијална четврт у јужној зони Рио де Жанеира. Четврт се граничи са четвртима Сао Конрадо, Леблон, Лагоа и Жардим Ботанику. Најпознатији унивезитети државе Рио де Жанеиро, Pontifícia Universidade Católica do Rio de Janeiro, као и неколико школа, налазе се у овој четврти. Гавеа је позната и по Бајшо Гавеа, боемском мјесту на којем се скупљају млади из читавог града. 
Први Европљани који су живјели, били су Французи, који су сјекли дрво бразил. Име Гавеа, мјесту је дао Estácio de Sá, 16. јула, 1565. године, тачније Естасио је тако крстио стијену изнад мјеста (Педра да Гавеа), која је изгледала као горње једро на броду.
Четврт посједује хиподром Гавеа, а фудбалски стадион Гавеа, упркос томе што се зове по овој четврту, у ствари налази у четврти Лагоа. Са друге стране, сједиште фудбалског клуба Фламенго се налази у Гавеи.